# ۱۹۸۷ کاپلان
سیارک ۱۹۸۷ (به انگلیسی: 1987 Kaplan، نامگذاری:1952RH) هزار و نهصد و هشتاد و هفتمین سیارک کشف شده‌است که در ۱۱ سپتامبر ۱۹۵۲ و در رصدخانه سایمیز کشف شد.
قدر مطلق سیارک برابر ۱۱٫۴۰ است.